# Папротно (Ґрифицький повіт)
Папротно (пол. Paprotno) — село в Польщі, у гміні Карниці Ґрифицького повіту Західнопоморського воєводства.
Населення — 275 осіб (2011).
У 1975-1998 роках село належало до Щецинського воєводства.

## Демографія
Демографічна структура станом на 31 березня 2011 року:
|          | Загалом | Допрацездатний вік | Працездатний вік | Постпрацездатний вік |
| -------- | ------- | ------------------ | ---------------- | -------------------- |
| Чоловіки | 138     | 22                 | 104              | 12                   |
| Жінки    | 137     | 32                 | 68               | 37                   |
| Разом    | 275     | 54                 | 172              | 49                   |